# Véhicule tout-terrain
 (décembre 2018).
Si vous disposez d'ouvrages ou d'articles de référence ou si vous connaissez des sites web de qualité traitant du thème abordé ici, merci de compléter l'article en donnant les références utiles à sa vérifiabilité et en les liant à la section « Notes et références ».
Le terme véhicule tout-terrain désigne un véhicule à roues ou chenillé de type automobile, moto, camion, camionnette, pick-up, quad ou encore char destiné à être aussi à l'aise sur n'importe quel terrain (route, piste, montagne, off-road, boue, neige, etc.).

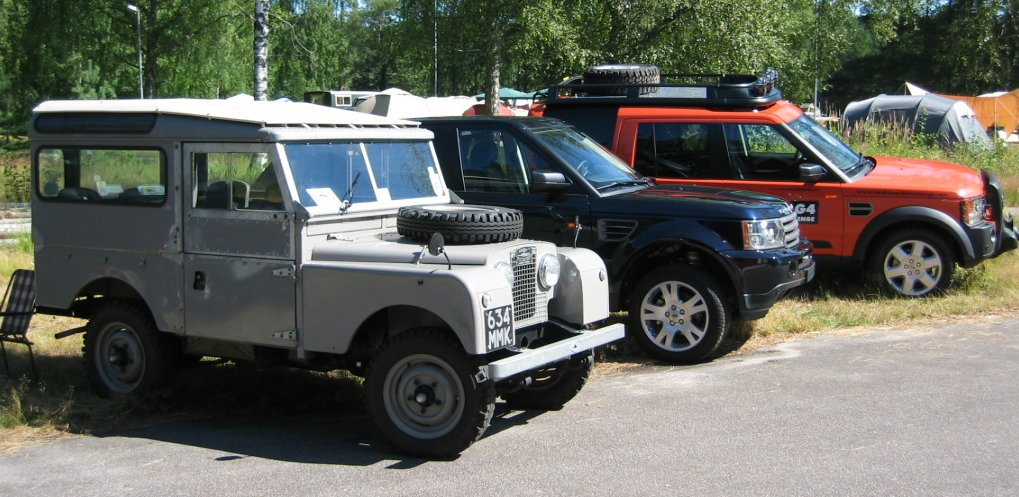
Divers modèles de Land Rover

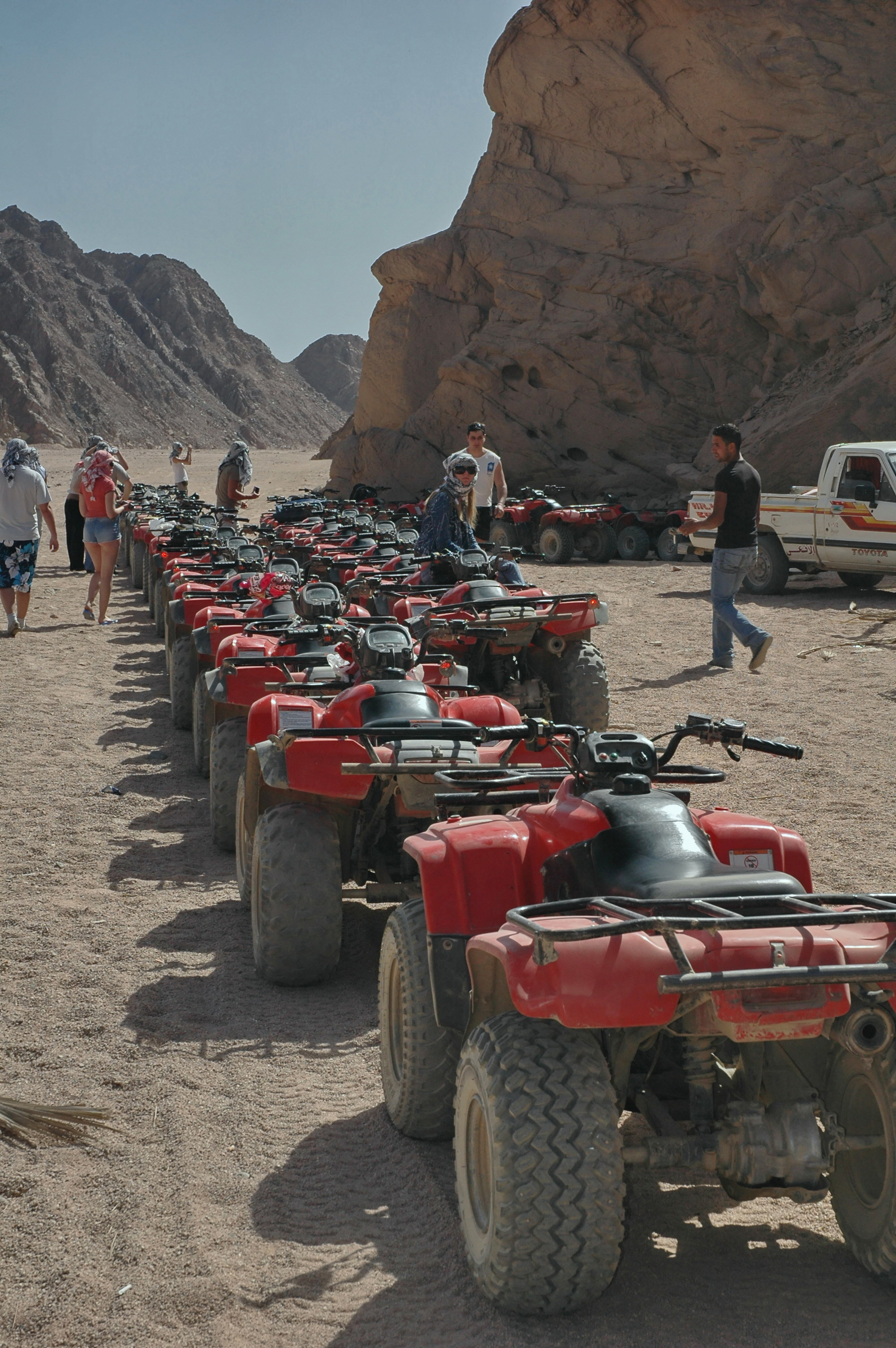
Un groupe de quads

## Présentation
En général, toutes les roues d'un véhicule tout-terrain sont motrices. Souvent ce type de véhicule est appelé 4 × 4 (prononcé « quatre fois quatre » ou « quatre-quatre »), dans le cas d'un véhicule à quatre roues à transmission intégrale, mais certains véhicules tout-terrain peuvent aussi avoir seulement deux roues motrices dans le cas des buggys, six ou huit roues motrices pour certains camions, voire être montés sur des chenilles.
Les véhicules tout-terrain civils peuvent être de type camion, camionnette, SUV, pick-up ou encore quad. Dans le domaine militaire, on retrouve aussi les camions et camionnettes, ainsi que les chars de combat.
En France les deux-chevaux/ Méhari de par leur légèreté permettront de rouler sur quasiment toutes les routes de campagne. Dans les Alpes c'est la Fiat panda 4x4 qui permettra les déplacements en particulier en raison de sa largeur exceptionnellement basse qui l'autorise à rouler sur les anciennes voies romaines protégées. En Afrique, Amérique du Sud, due a l'implantation d'usine d'assemblage, les Mitsubishi Pajeros mais surtout les Toyota Land Cruiser seront très appréciés. Encore aujourd'hui, sur les pistes, c'est le Toyota série 78 des années 1980 à essieux rigide à l'avant et à l'arrière (un châssis de camion !), toujours produit, qui reste le véhicule préféré localement pour ses capacités de franchissement, sa résistance et sa simplicité de maintenance et réparation.

## Histoire

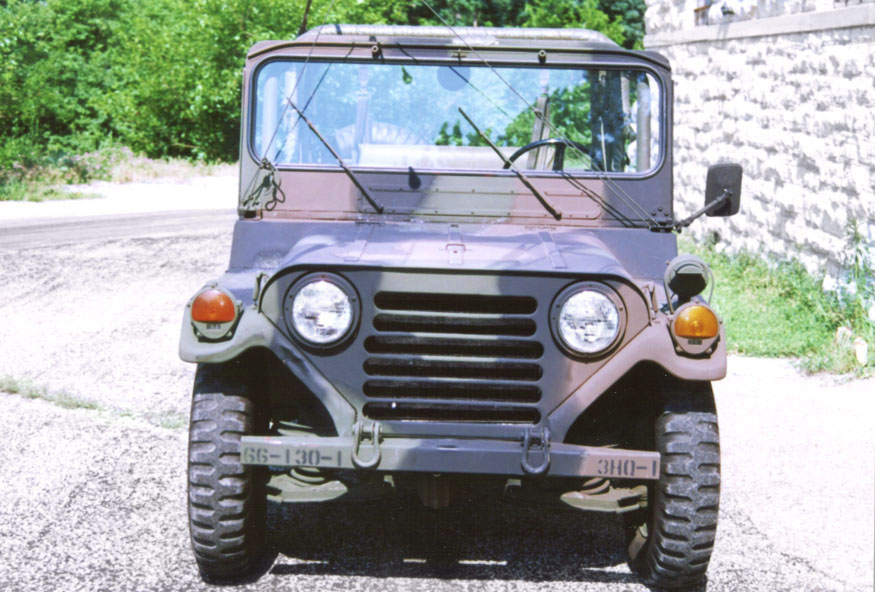
Une jeep Ford M151.

Dans le domaine militaire, la Première Guerre mondiale a vu l'apparition des premiers chars de combat, gros véhicules tout-terrain à chenille ou à roues munis d'un canon.
Dans le domaine de l'automobile civile, déjà dans les années 1920, il existait des véhicules équipés de quatre roues motrices, comme les tracteurs Latil, tandis que la Citroën Kégresse utilisait des chenilles motrices.
C'est dans le milieu militaire que le besoin de petits véhicules automobiles tout-terrain s'est tout d'abord imposé, avec la nécessité pour les véhicules de disposer d'une meilleure motricité que celle d'une simple transmission à deux roues motrices classique pour faciliter la progression en terrain difficile, ainsi que des angles d'attaque et de descente favorables à la progression en milieu difficile. C'était notamment le cas de la célèbre Jeep Willys, véhicule tout-terrain américain, apparu lors de la Seconde Guerre mondiale, et qui jouera un rôle de précurseur dans les véhicules tout-terrain, militaires comme civils. Après la guerre, les véhicules tout-terrain se sont répandus dans le domaine civil pour des usages spécifiquement utilitaires ou dans les pays en voie de développement, dont le réseau routier comprenait de nombreuses pistes ou des routes en mauvais état.
Dans les années 1980, un type de véhicule automobile tout-terrain à usage de loisir s'est développé d'abord aux États-Unis sous le nom de SUV (Sport Utility Vehicle) puis est arrivé dans les années 1990 en Europe. Ces véhicules ont pour la plupart perdu leur vocation tout-terrain pour souvent se contenter d'une simple possibilité de circulation « tout chemin » mais où le confort et l'équipement sont similaires à ceux des berlines haut de gamme.
Parallèlement à cela, le quad a commencé à se répandre dès les années 1980 parmi les purs engins de loisir, aux côtés des motos tout-terrain.

## Définition
La définition d'un véhicule tout terrain peut dépendre des réglementations locales.
Certains règlements internationaux/européens — notamment CEE-ONU — définissent les véhicules tout terrain comme des véhicules de catégorie G.
La directive 2007/46/ CE définit les véhicules de la catégorie G comme des véhicules hors route.
Les textes des deux organisations UE et CEE/ONU utilisent des critères assez similaires pour définir ce concept de véhicule.
Ces caractéristiques dépendent de la masse et de la destination du véhicule (transport de marchandises ou de personnes).
- Pour les véhicules de moins de deux tonnes, ils sont dotés d'un essieu avant et d'un essieu arrière simultanément moteur, un blocage différentiel, la capacité de franchir une rampe de 30%, et angle d'attaque, de fuite, de rampe, ou garde au sol particulière[2],[3]
- Pour les véhicules de plus de deux tonnes, mais de moins de douze, ils sont dotés d'un essieu avant et d'un essieu arrière simultanément moteur, un blocage différentiel, la capacité de franchir une rampe de 25%,
- Pour les véhicules de plus de douze tonnes, ils sont dotés d'au moins 50% de roues motrices, un blocage différentiel, la capacité de franchir une rampe de 25% et angle d'attaque, de fuite, de rampe, ou garde au sol particulière[2],[3].

### Mesures

Capacité de passage a gué. (profondeur d'eau maximale franchissable)
Capacité de franchissement des pentes requise[2].
Garde au sol sous un essieu[2].
Garde au sol entre les essieux[2].
Angle d'attaque (à l'avant) et angle de fuite (à l'arrière)[2].
Angle de rampe[2].
Angle de devers. (angle auquel la voiture se retourne)

## Utilisations

### Dans l'armée
Les combats se déroulent fréquemment hors route carrossable, la mécanisation s'est donc très rapidement orientée vers des véhicules tout-terrain, en particulier les fameuses « Jeep », ainsi que les chars d’assaut, véhicules blindés légers et camions.
Si les tout-terrain sont toujours présents dans les armées, le véhicule est devenu très polyvalent avec des aménagements très diversifiés. On le retrouve comme véhicule de soutien, de combat ou de renseignement.
Les chars d'assaut sont ainsi présents comme véhicules tout-terrain de combat depuis le début du XXe siècle. Grâce à leurs chenilles et leurs faibles porte-à-faux, ils sont capables de se déplacer sur tous types de terrains.
Parmi les tout-terrain légers, le modèle emblématique après les Jeep Willys de 1941, est le Humvee de l'US Army, médiatisé lors de la première guerre du Golfe. Créé à l'origine pour pouvoir rouler dans les ornières laissées par les chenilles des chars d’assaut, il a aussi été décliné en version civile jusqu'en 2010.
Les forces armées irrégulières et les milices utilisent souvent des technicals : 4×4 modifiés sur lesquels sont montées des armes lourdes.
Il existe également divers camions militaires disposant de quatre, six, voire huit roues motrices.

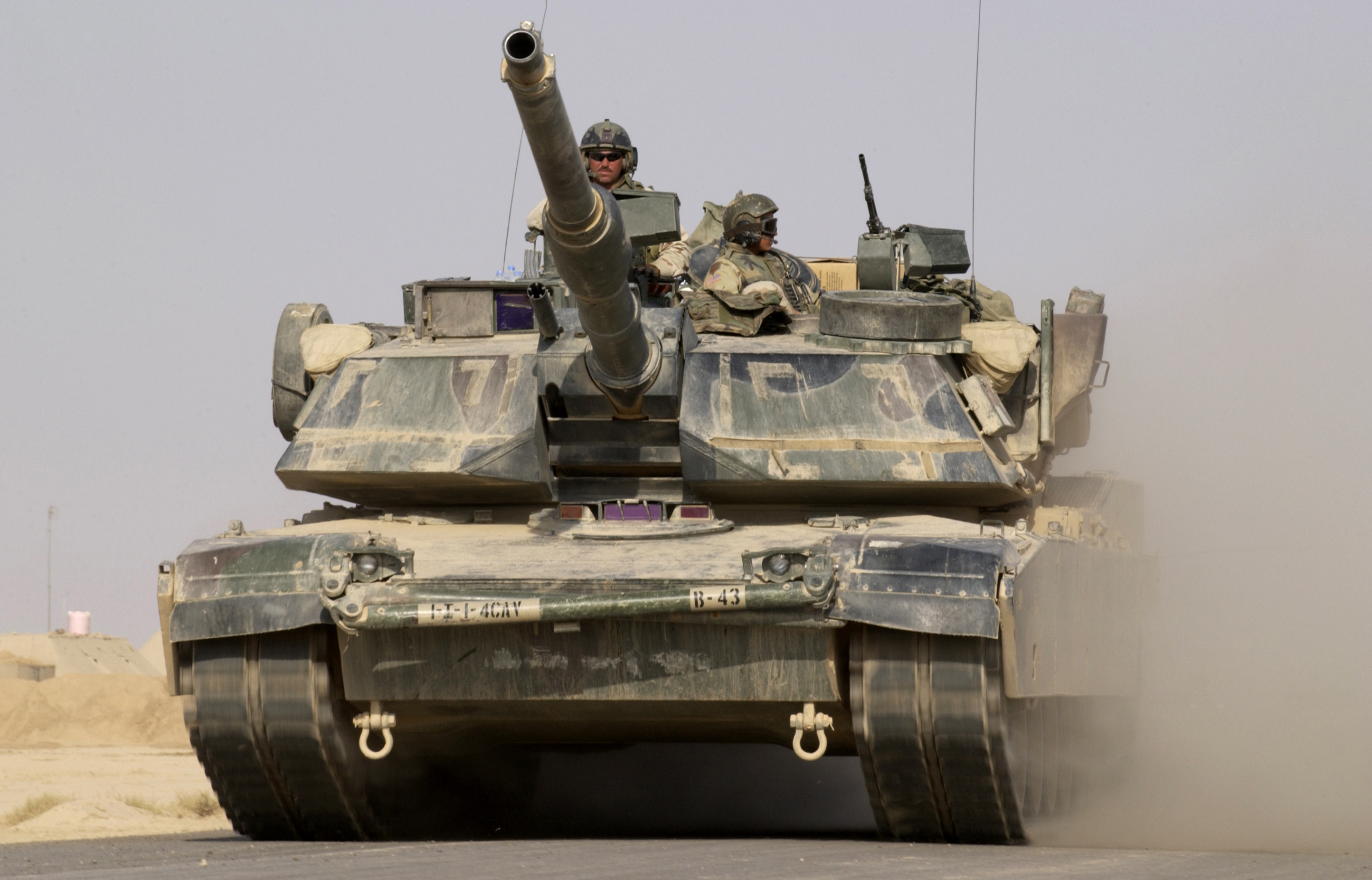
Un char américain M1A1 Abrams en 2004
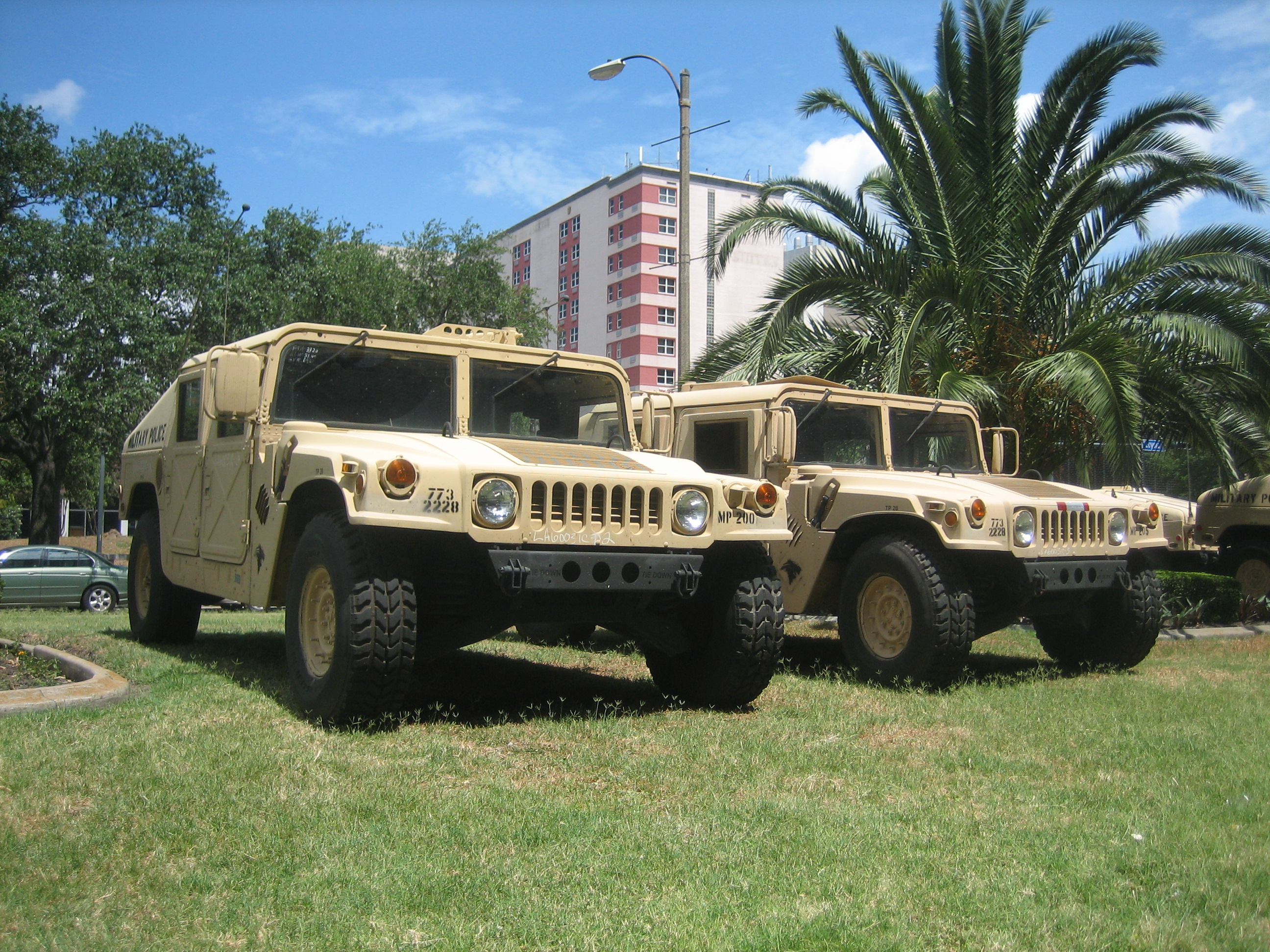
L'emblème de l'armée américaine, le Humvee
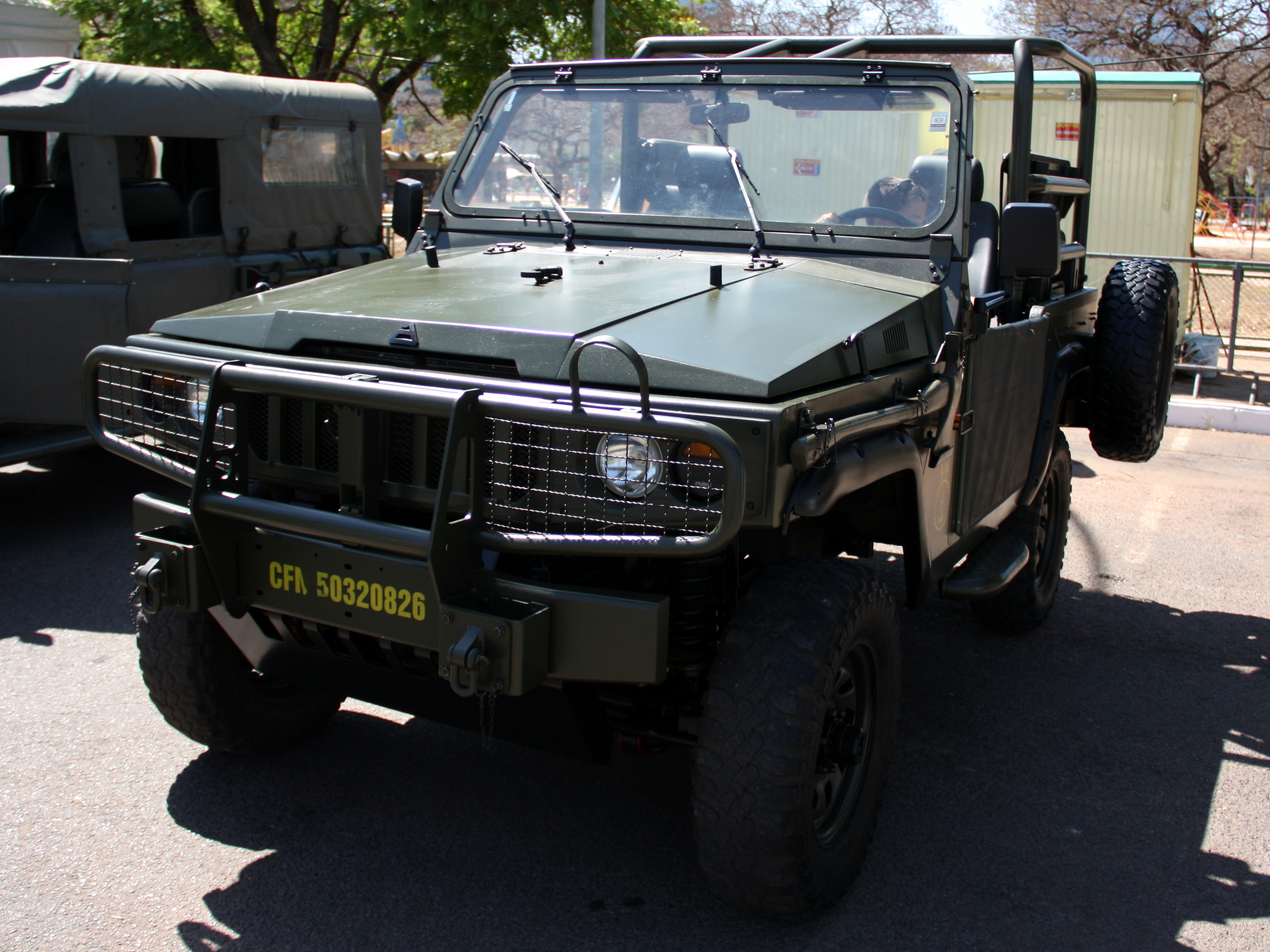
Agrale Marruá, construit au Brésil et utilisé dans de nombreuses armées d'Amérique du Sud
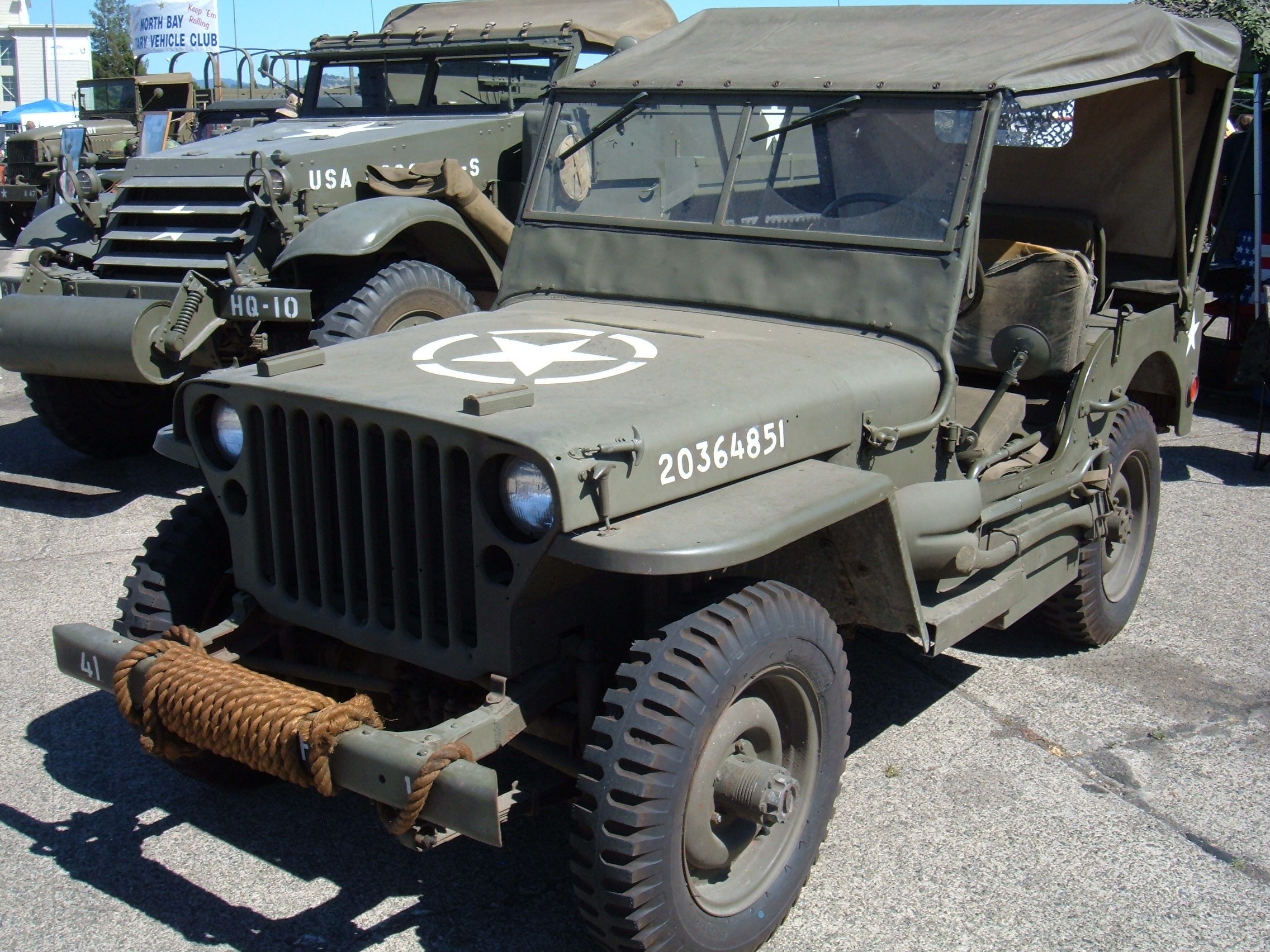
Jeep Willys de 1941,

### Dans les administrations

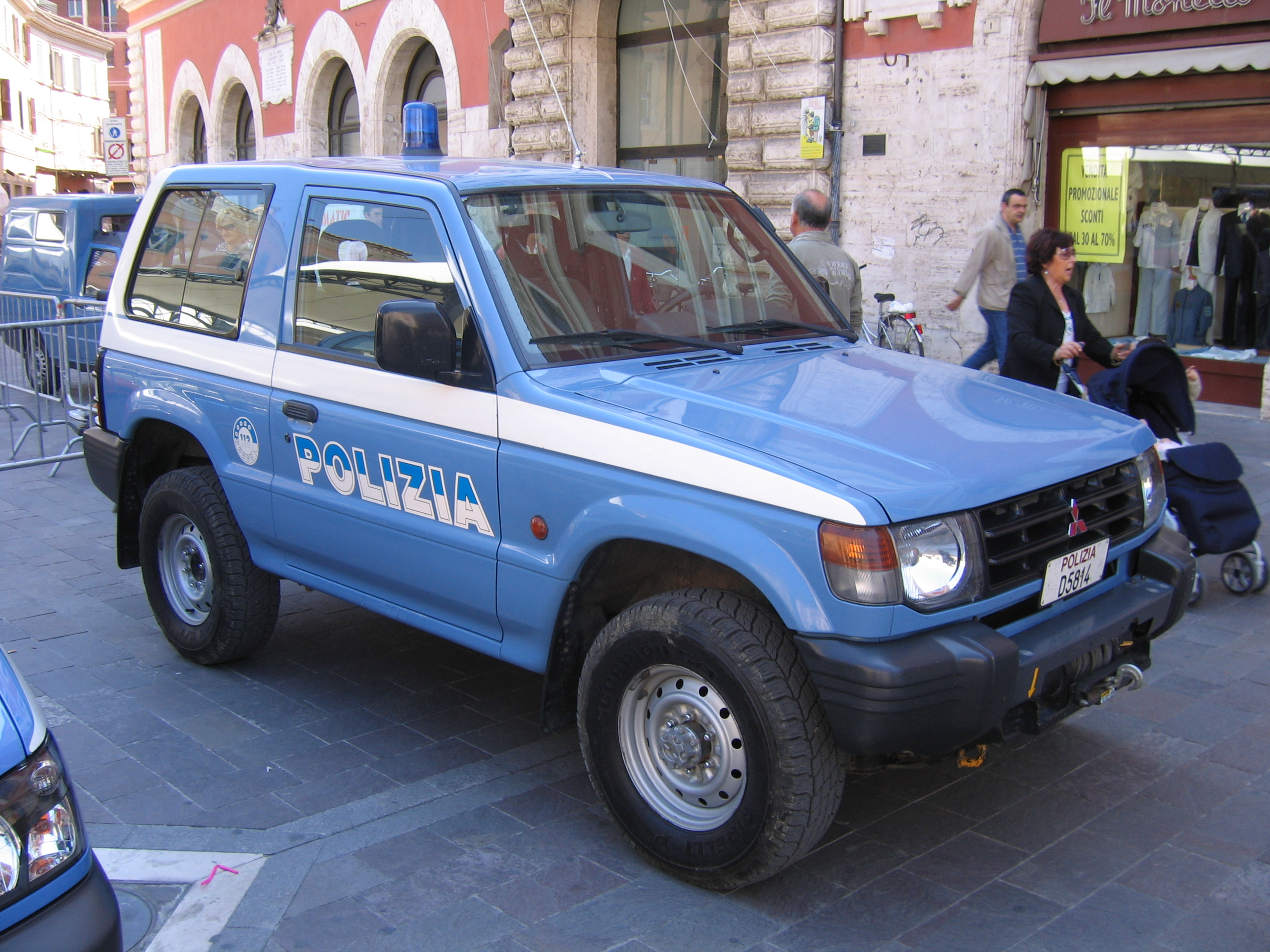
Un Mitsubishi Pajero de la police italienne

Ce sont les administrations qui ont été longtemps les principaux utilisateurs civils des véhicules tout-terrain. Les pompiers et les services des eaux et forêts sont les premiers à en avoir été équipés, surtout pour leur capacité de charge, de traction et pour l'utilisation de matériels spécifiques comme le treuil.
Dans les années 1980, la multiplicité des modèles et une baisse significative des prix ont vu le véhicule tout-terrain toucher la gendarmerie, la police et des administrations ou collectivités susceptibles de devoir agir dans des zones « hors-route », quelquefois plus pour l'image que pour l'usage spécifiquement tout-terrain mais souvent car ces véhicules se révèlent souvent très utiles en cas d'intempéries (boue, tronc d'arbre, etc.).
Les administrations utilisent aussi des gros tout-terrain utilitaires.

### Par les sapeurs-pompiers et forestiers

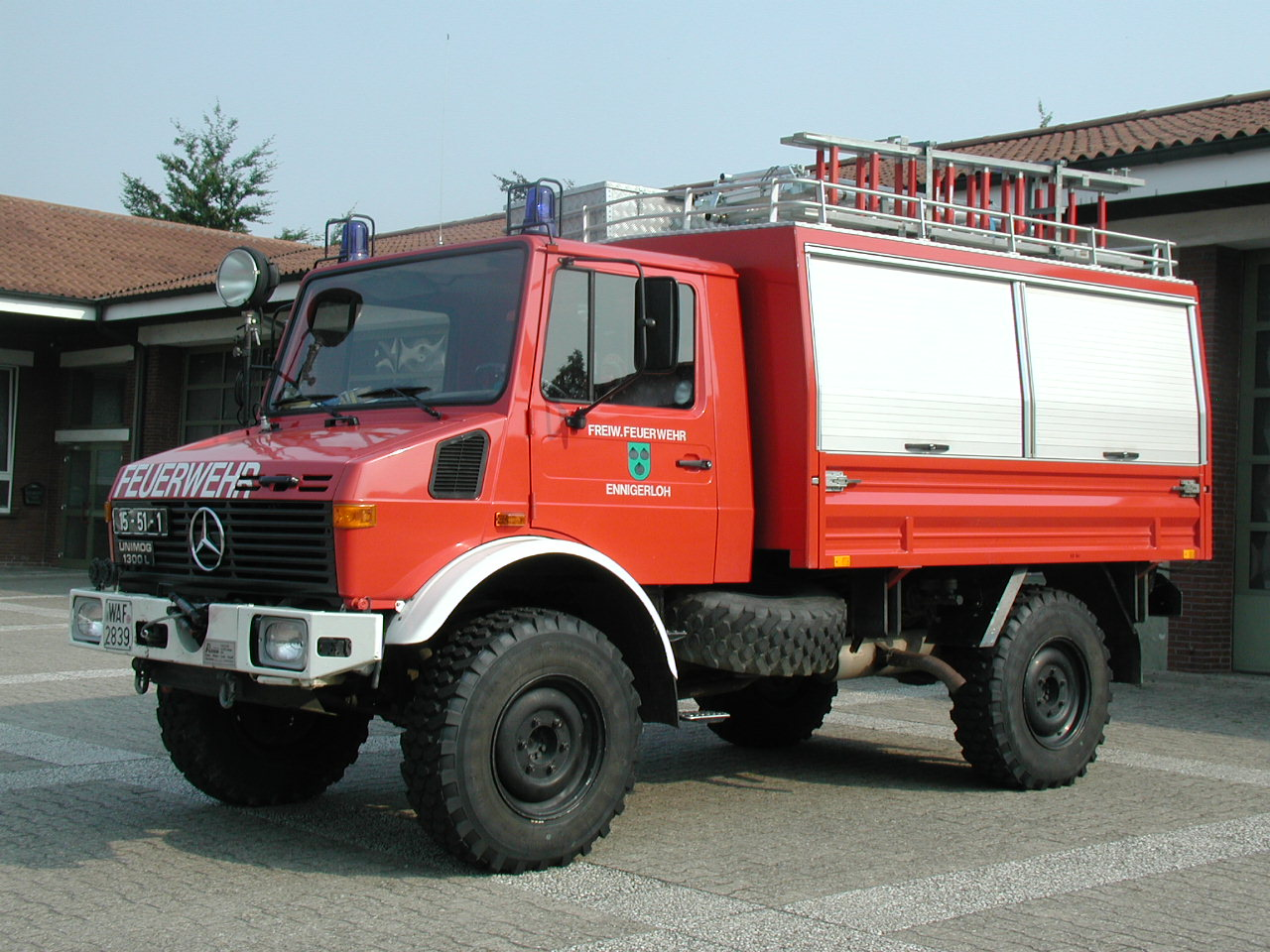
Camion de pompier Unimog

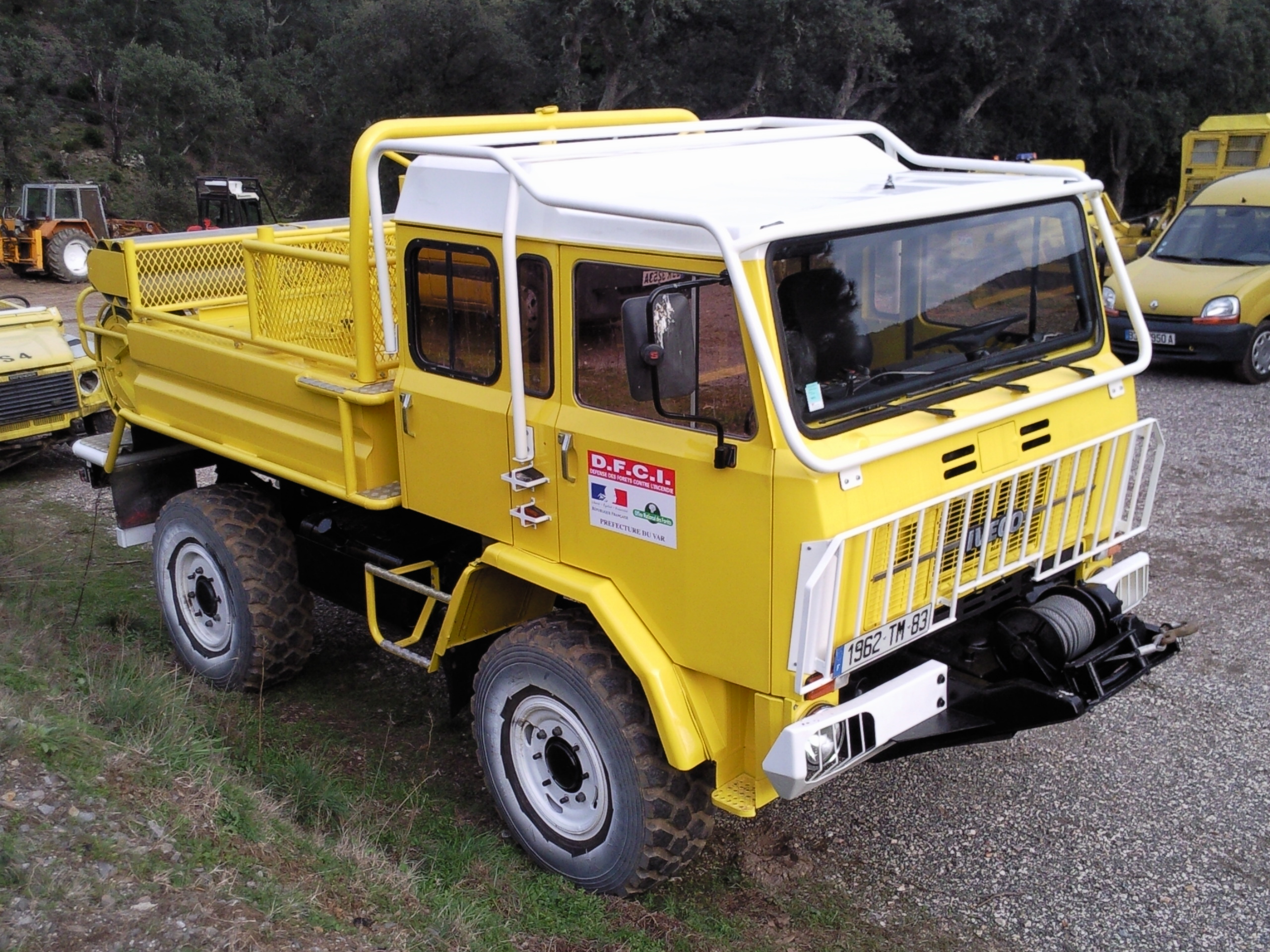
CCF 2000 litres IVECO de l'Office national des forêts du Var, 2011.

Les sapeurs-pompiers doivent parfois accéder à des terrains non carrossables ou d'accès difficiles dans le cadre de leurs interventions, et notamment en ce qui concerne les feux de forêt ; dans ce cadre ils ont besoin de véhicules tout-terrain dès que les véhicules standards sont inefficaces.
En France, ces véhicules sont :
- le véhicule de liaison tout-terrain (VLTT) ou véhicule de liaison hors-route (VLHR), utilisé pour accéder à des zones difficilement accessibles à des véhicules routiers lors de reconnaissance ou de départ de feux ;
- le camion citerne feux de forêts (CCF) : fourgon d'incendie.

Les forestiers-sapeurs, les auxiliaires de protection de la forêt méditerranéenne (APFM de l'Office national des forêts) et les Comités communaux de feux de forêts (CCFF) utilisent également des véhicules tout-terrain.

### Par les professionnels
Les tout-terrain sont souvent utilisés par des professionnels qui recherchent des véhicules polyvalents leur permettant de se déplacer dans des endroits difficilement accessibles ou dans de mauvaises conditions. Outre les utilisateurs traditionnels de ces engins sur des chantiers, les forestiers ou les agriculteurs utilisent de plus en plus fréquemment ce type de véhicule notamment déclinés en pick-up (véhicules souvent dérivés d'un tout-terrain équipés de bennes ou de plateaux).

### En usage de loisir

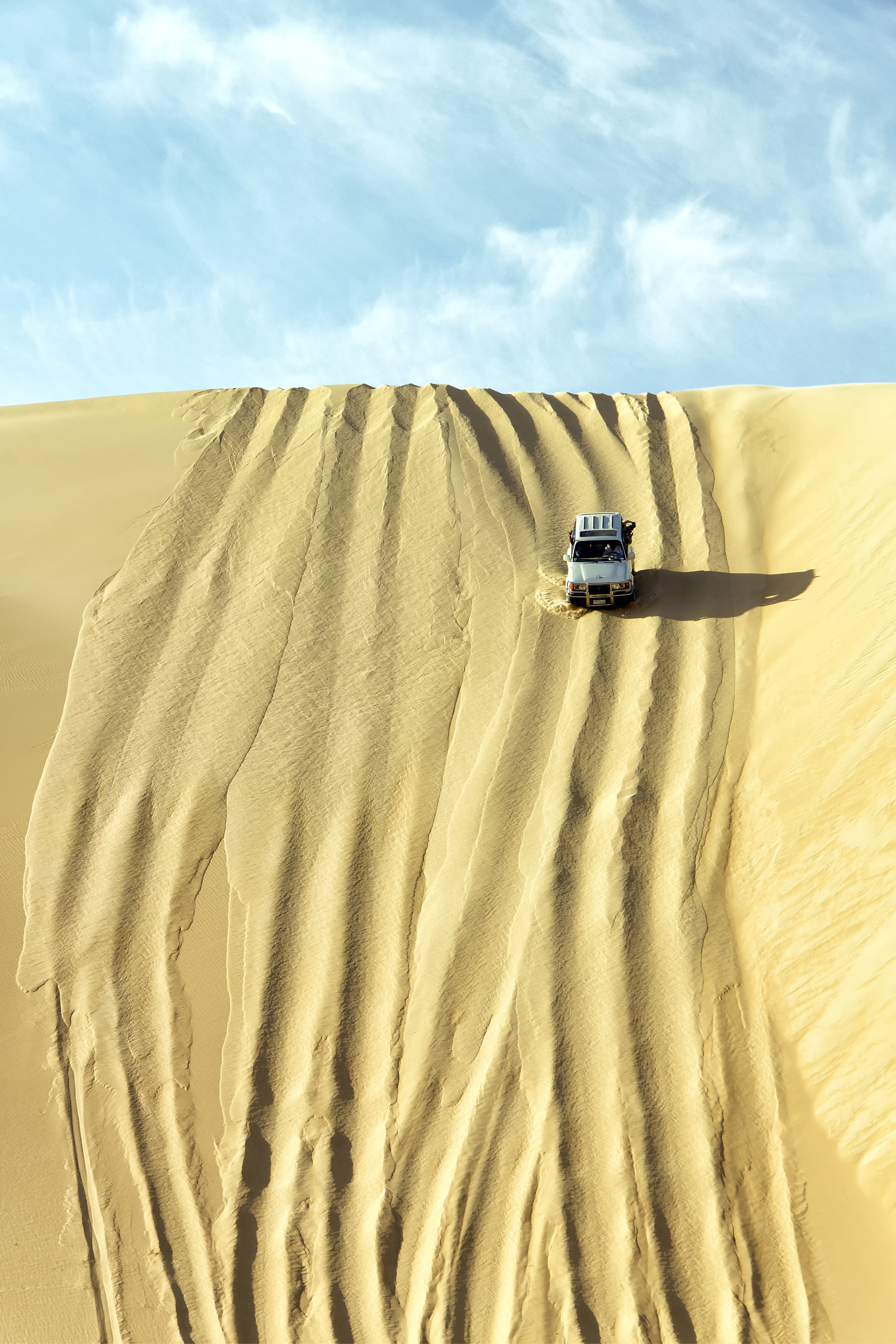
Sensations fortes dans le désert de Siwa en Égypte.

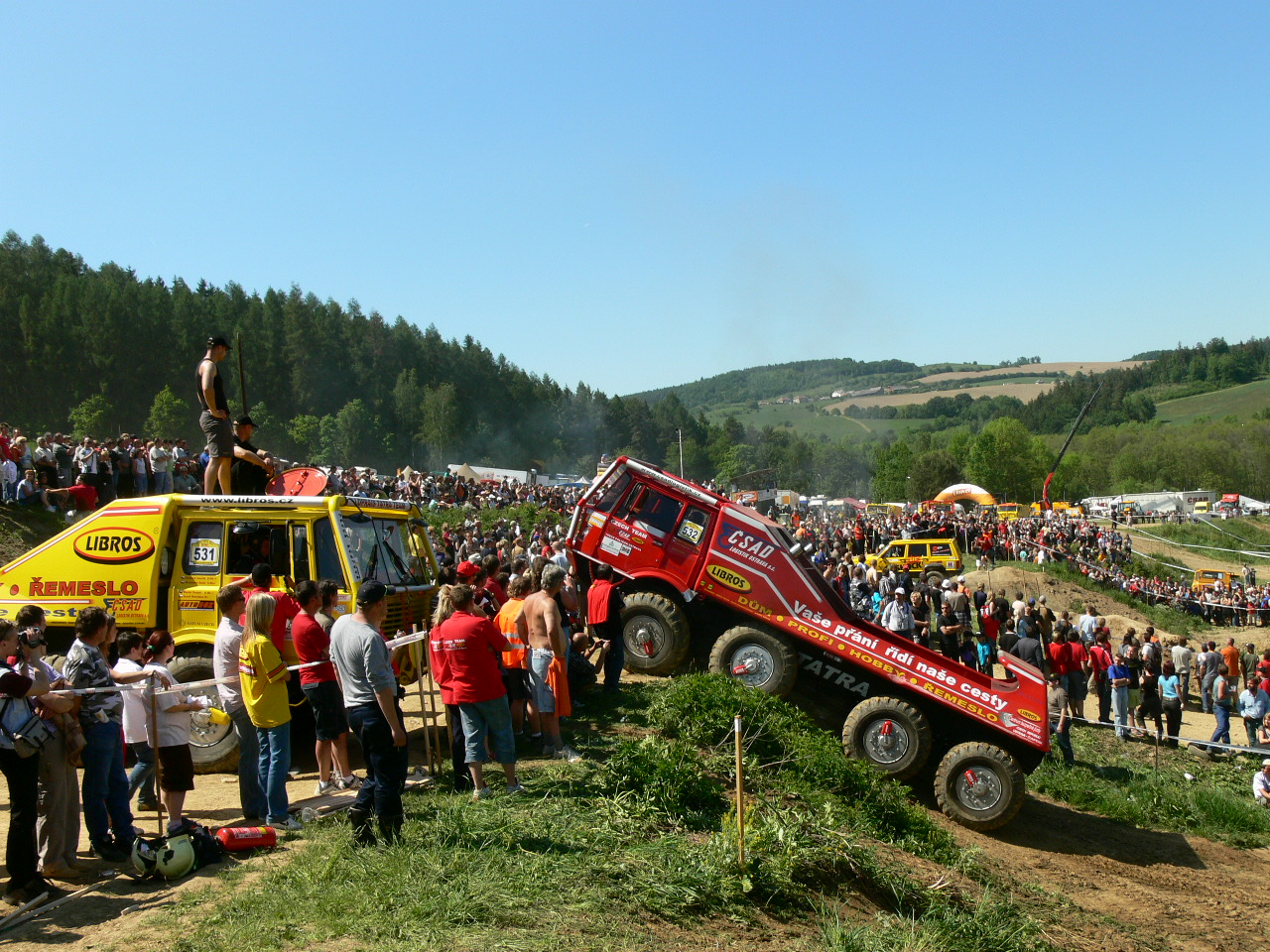
Les exploits mécaniques de ces véhicules constituent un spectacle. Ici, un Tatra T813 en compétition en République Tchèque au Truck Trial (championnat d'Europe de trial en camion).

Le tout-terrain de loisir est l'usage du véhicule tout-terrain comme engin de loisirs et de randonnées sur des chemins de terre ou comme engin de franchissement. En France, tous les véhicules à moteur ne peuvent se déplacer que sur des routes ou des chemins ouverts à la circulation. L'utilisation des tout-terrain est donc interdite en dehors des chemins depuis la loi dite Lalonde (alors ministre de l'environnement) de 1991.
Son usage peut varier d'une utilisation touristique familiale en empruntant de préférence des chemins de terre, à une utilisation plus axée sur ses possibilités de franchissements notamment sur des terrains privés réservés à cet effet.
Il est utilisé aussi pour des voyages à l'étranger dans des endroits peu ou pas accessibles à des véhicules standards ou pour voyager en dehors des grands axes goudronnés parfois en totale autonomie sur de longues distances et faisant appel à des notions de navigation poussées qui se sont toutefois singulièrement simplifiées avec l'avènement du GPS et de la cartographie embarquée sur ordinateur. Par sa polyvalence, il est utilisé aussi comme véhicule d'accès à la nature par des pratiquants de sports divers.
En France, l'utilisation en tant que véhicule de loisirs sur des chemins non goudronnés peut être pratiquée de manière isolée, dans un des nombreux clubs loi de 1901 implantés un peu partout dans l'Hexagone ou en faisant appel à des professionnels qui organisent des balades, comme le salon annuel de Val-d'Isère qui est devenu le rendez-vous des passionnés de tout-terrain.

### En usage sportif

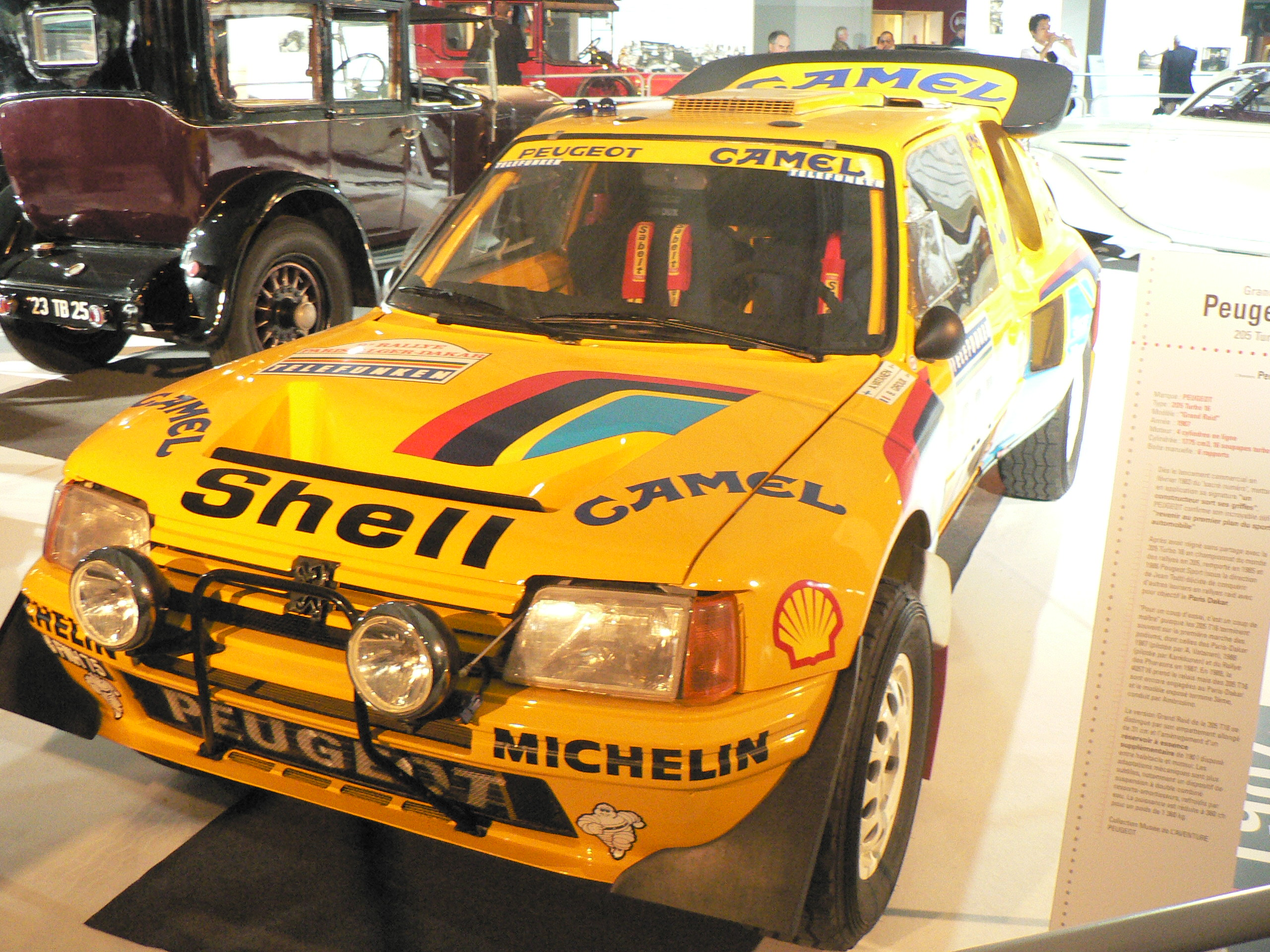
La compétition servant de vitrine pour les constructeurs, même une petite berline comme la Peugeot 205 a eu sa version rallye-raid tout-terrain (ici en version Turbo 16)

Le rallye Paris-Dakar a popularisé le véhicule tout-terrain en rallye-raid, mais il existe aussi d'autres usages comme les raid-aventures basés exclusivement sur des compétences de navigation (Rallye des Gazelles), ou le trial qui consiste à franchir des zones non revêtues et spécialement aménagées en montée, descente, dévers, etc. Il existe aussi des courses de monster truck, véhicules de cinq tonnes disputant des courses sur circuit.

## Réglementation
En Europe, les véhicules tout terrain ont le droit d'être un ou deux décibels plus bruyant que des véhicules ordinaires.
La directive 2007/46/ CE définit les véhicules de la catégorie G comme des véhicules hors route.

## Caractéristiques
De nos jours, de nombreux modèles de véhicules se disent « 4 × 4 ». Il est donc important de distinguer les éléments permettant de faire la différence entre un véritable 4 × 4 d'un SUV qui eux peuvent être aussi en quatre roues motrices. Tout d'abord un véritable véhicule tout terrain doit être extrêmement solide car il est amené à être utilisé sur des terrains accidentés, ils disposent donc d'un châssis séparé sur lequel sera montée la caisse du véhicule, contrairement aux SUV qui sont construits sur une caisse autoporteuse (caisse et châssis forment un seul élément). Un véhicule tout terrain doit être suffisamment en hauteur afin de franchir des terrains accidentés de façon relativement aisée, pour cela outre la hauteur de la caisse, il doit avoir de bons angles d'attaque (pour monter les pentes) et de bons angles de sortie (afin de ne pas racler le derrière en descente de pente). Il doit aussi avoir des options indispensables en conduite tout-terrain comme le blocage des différentiels (afin de permettre aux roues d'un même axe de tourner de façon simultanée, ce qui s'avère utile lorsqu'une des roues est embourbée par exemple), le rapport de réduction (comme une « super première vitesse ») est aussi nécessaire pour progresser sur des terrains difficiles nécessitant au véhicule une grande force de traction pour avancer. Enfin, et non le moindre, la puissance disponible dès les plus bas tours (ceci permet de franchir un obstacle avec force mais tout en douceur, sans être forcé d'appuyer à fond sur l'accélérateur – ce qui se révèle extrêmement dangereux lorsque l'obstacle est franchi).

## Critiques
Les 4 × 4 sont souvent décriés par les écologistes et les randonneurs comme des véhicules polluants et dégradant les chemins de randonnées. Néanmoins, les véhicules tout-terrain récents ont des consommations ayant tendance à devenir plus raisonnables (9,5 litres/100 km en usage mixte pour un Toyota Land Cruiser KDJ120 par exemple), et peuvent s'apparenter alors aux voitures sportives ou aux SUV.
En France, l'évolution des mentalités a été initiée par les parcs naturels qui achètent des véhicules électriques tout terrain pour l'accès aux massifs pour les professionnels de la montagne (Little). Des modèles de 4 × 4 électriques grand public sont envisagés par les industriels (Suzuki) pour répondre aux législations liées à l'environnement. (bruit, pollution…).